# Lomaptera
Lomaptera är ett släkte av skalbaggar. Lomaptera ingår i familjen Cetoniidae.

## Bildgalleri

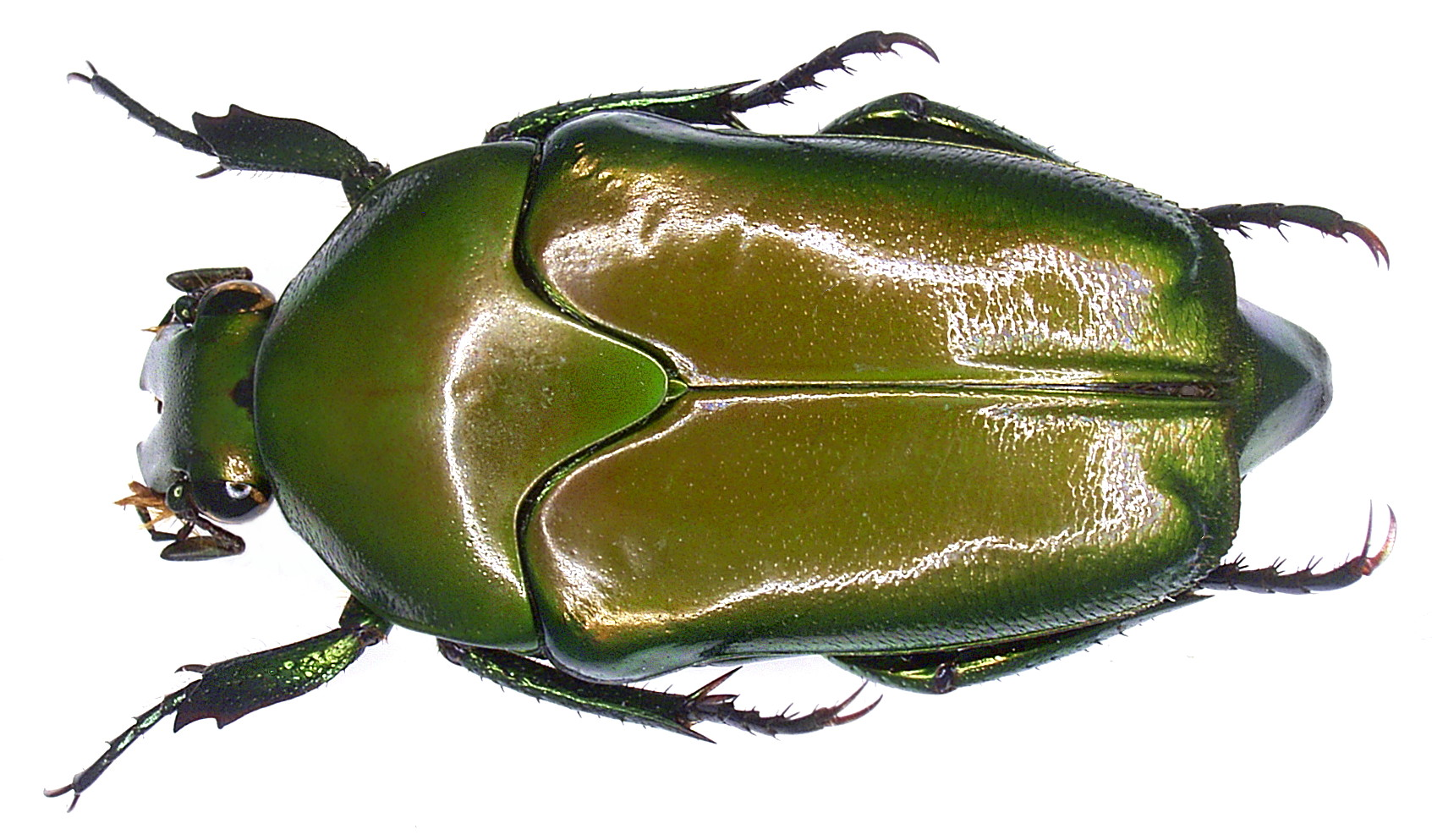
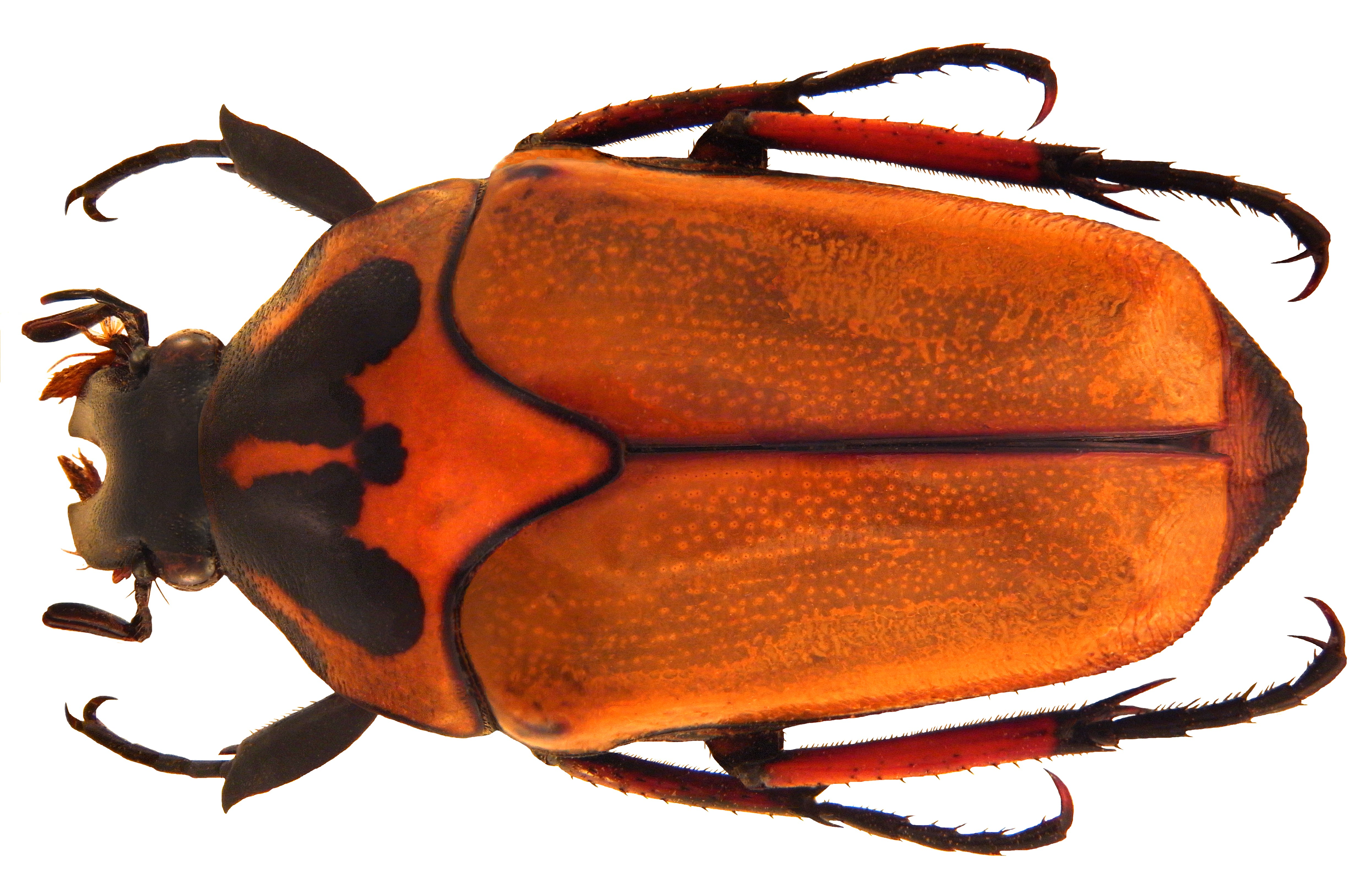
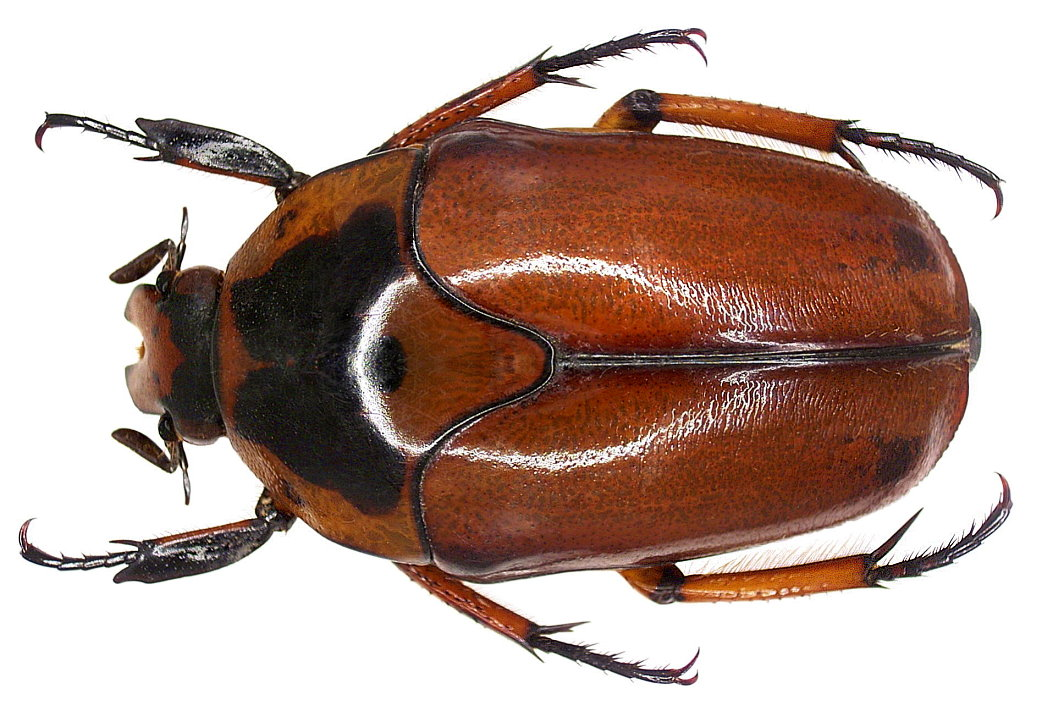
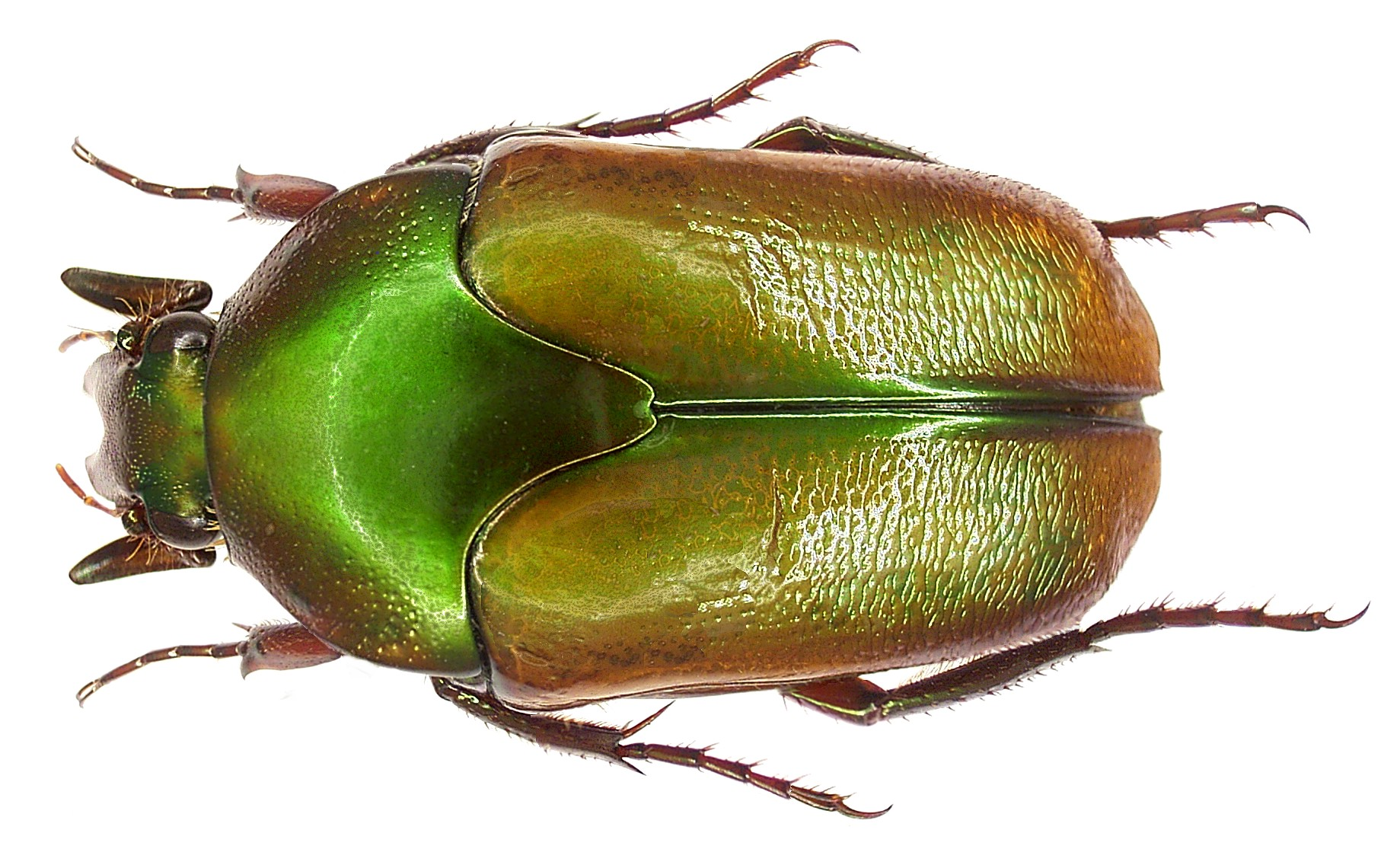

## Dottertaxa tillLomaptera, i alfabetisk ordning[1]
- Lomaptera abdominalis
- Lomaptera aciculata
- Lomaptera adelpha
- Lomaptera albertisii
- Lomaptera allardi
- Lomaptera analoga
- Lomaptera annae
- Lomaptera antoinei
- Lomaptera arrowi
- Lomaptera aurata
- Lomaptera australis
- Lomaptera batchiana
- Lomaptera bernsteini
- Lomaptera bonnardi
- Lomaptera bretoni
- Lomaptera bugeiae
- Lomaptera burgeoni
- Lomaptera cinnamomea
- Lomaptera concolor
- Lomaptera corpulenta
- Lomaptera cupriceps
- Lomaptera cyclopensis
- Lomaptera darcisi
- Lomaptera diaphonia
- Lomaptera doreica
- Lomaptera doriae
- Lomaptera eximia
- Lomaptera exquisita
- Lomaptera fluminensis
- Lomaptera foersteri
- Lomaptera frederici
- Lomaptera fulgida
- Lomaptera funebris
- Lomaptera gagnyi
- Lomaptera geelvinkiana
- Lomaptera gestroi
- Lomaptera giesbersi
- Lomaptera gilnicki
- Lomaptera girouxi
- Lomaptera gloriosa
- Lomaptera gracilis
- Lomaptera gressitti
- Lomaptera hackeri
- Lomaptera helleri
- Lomaptera helleriana
- Lomaptera heteropyga
- Lomaptera horni
- Lomaptera hoyoisi
- Lomaptera humeralis
- Lomaptera hyalina
- Lomaptera inaequalis
- Lomaptera insularis
- Lomaptera iridescens
- Lomaptera jelineki
- Lomaptera joallandi
- Lomaptera kaestneri
- Lomaptera limbata
- Lomaptera linae
- Lomaptera loriae
- Lomaptera louisi
- Lomaptera lutea
- Lomaptera macrophylla
- Lomaptera mayri
- Lomaptera meeki
- Lomaptera meridionalis
- Lomaptera miaae
- Lomaptera mixta
- Lomaptera mortiana
- Lomaptera moseri
- Lomaptera moseriana
- Lomaptera mutabilis
- Lomaptera mycterophalloides
- Lomaptera mycterophallus
- Lomaptera negata
- Lomaptera nickerli
- Lomaptera nigroplagiata
- Lomaptera orientalis
- Lomaptera otakwana
- Lomaptera pallidipes
- Lomaptera papua
- Lomaptera pepini
- Lomaptera prasina
- Lomaptera pseudannae
- Lomaptera pseudopulchella
- Lomaptera pseudorufa
- Lomaptera pulchella
- Lomaptera pulchra
- Lomaptera punctata
- Lomaptera pusilla
- Lomaptera pygidialis
- Lomaptera pygmaea
- Lomaptera ribbei
- Lomaptera rigouti
- Lomaptera rosselensis
- Lomaptera rotundata
- Lomaptera rubens
- Lomaptera rufa
- Lomaptera salvadorii
- Lomaptera samuelsoni
- Lomaptera saruwagedana
- Lomaptera satanas
- Lomaptera semicastanea
- Lomaptera simbangensis
- Lomaptera sordida
- Lomaptera splendida
- Lomaptera sticheri
- Lomaptera subarouensis
- Lomaptera thoracica
- Lomaptera tuberculata
- Lomaptera uyttenboogaarti
- Lomaptera wahnesi
- Lomaptera vanemdeni
- Lomaptera varians
- Lomaptera versteegi
- Lomaptera vittata
- Lomaptera wollastoni
- Lomaptera vrazi
- Lomaptera xanthopyga